# Etomidato
Etomidato é um fármaco anestésico hipnótico de curta ação administrado por via endovenosa geralmente utilizado em indução de anestesia geral. É utilizado em procedimentos rápidos como redução de fraturas e cardioversão. Foi descoberto em 1964.
Algumas de suas particularidades são a estabilidade cardiovascular e a inibição do eixo hipotálamo hipofisário quando administrado em infusão contínua. Diminui a pressão intracraniana. Não libera histamina e sua dose letal é 16 vezes maior do que a dose terapêutica.

## Farmacologia
O etomidato, como hipnótico, é um derivado de imidazol carboxilado, tendo propriedades anestésicas e amnésicas, porém sem ter efeito analgésico.
É um modulador do receptor GABAA contendo subunidades β3.

## Formulação
O etomidato é geralmente apresentado como uma solução clara incolor para injeção contendo 2 mg/ml de etomidato em uma solução aquosa de propileno 35%. O etomidato é apresentado como uma mistura racêmica, mas apenas o isômero D tem atividade farmacológica.

## Uso clínico
Sua dose habitual em indução anestésica é de 0,3 mg/Kg, mas doses menores podem ser úteis em procedimentos curtos e pouco agressivos. Se desencoraja a infusão contínua devido ao risco de supressão da síntese de corticóides.

### Indicações
Indução e manutenção de anestesia geral e para sedação em ambiente hospitalar.

### Efeitos adversos
A injeção é frequentemente dolorosa e induz movimentos musculares mioclônicos. Produz supressão suprarrenal importante (diminuição da síntes de corticóides), o que limita seu uso prolongado, já que esta se relaciona com uma menor taxa de sobrevida pós-operatória, mesmo motivo pelo qual o uso é contraindicado, por exemplo, em caso de choque séptico.

## Farmacocinética
- Início de ação: 30–60 segundos
- Pico de efeito: 1 minuto
- Duração do efeito: 3–5 minutos; terminado por redistribuição
- Volume de distribuição: Vd: 2-4.5 L/kg
- Ligação protéica: 76%
- Metabolismo: Hepático e esterases plasmáticas
- Meia-vida de eliminação: Terminal: 2.6 horas